# José Valero y Belenguer
José Valero y Belenguer (Valencia, 1854-Melilla, 1893) fue un militar, explorador y africanista español.

## Biografía
A los diecinueve años se licenció en Filosofía y Letras, y en 1874 entró en la Academia de Administración Militar, de la que salió dos años después con el empleo de oficial tercero para marchar a la guerra carlista, al frente del norte.
Terminada esa campaña, marchó a Cuba, donde formó parte de la 6.ª compañía en la jurisdicción de Sancti Spiritus. En septiembre de 1877 fue destinado al cuartel general del capitán general de la isla, participando en las acciones que del 13 al 19 tuvieron lugar en la loma del Infierno, en Sierra Maestra.
En 1890 fue seleccionado por Francisco Coello para una comisión de servicio por un año en las posesiones españolas del golfo de Guinea. Organizó factorías españolas en el río Muni y sus afluentes. También exploró la isla de Fernando Poo, primero circunnavegándola y luego por tierra. Fue por ello recompensado con una cruz del mérito militar de segunda clase.
En junio de 1893 le nombraron profesor de la Academia de Administración Militar de Ávila. Marchó a Marruecos para participar en la guerra de Margallo y falleció a finales de octubre de 1893, tras ser herido de bala al conducir un convoy al fuerte de Cabrerizas, sitiado por los rifeños.